# Demidovy
Demidovy (Демидовы) è un film del 1983 diretto da Jaropolk Leonidovič Lapšin.

## Trama
La prima serie mostra la relazione dei Demidov con Pietro il Grande. Akinfij Demidov in breve tempo è stato in grado di stabilire la produzione di ghisa e cannoni, grazie alla quale la Russia ha ottenuto una serie di vittorie significative. Nella seconda serie, Akinfius diventa il maestro degli Urali e riesce a opporsi al sovrano Biron, caratterizzato da crudeltà e astuzia.